# نیکو بوفی
نیکو بوفی (هلندی: Nico Bouvy; ۱۱ ژوئیهٔ ۱۸۹۲ – ۱۴ ژوئن ۱۹۵۷) بازیکن فوتبال اهل هلند بود.
وی همچنین در تیم ملی فوتبال هلند بازی کرده‌است.